# Жуковка (Рязанская область)
Жуковка — деревня в Пителинском районе Рязанской области. Входит в Ермо-Николаевское сельское поселение

## География
Находится в северо-восточной части Рязанской области на расстоянии приблизительно 10 км на север по прямой от районного центра поселка Пителино.

## История
В 1862 году здесь (тогда деревня Елатомского уезда Тамбовской губернии) было учтено 6 дворов.

## Население
Численность населения: 68 человек (1862 год), 110 (2014), 17 в 2002 году (русские 100 %), 16 в 2010.